# Francisco Robles
Francisco Robles García (Guayaquil, 5 de maio de 1811 — Guayaquil, 2 de março de 1893) foi um político equatoriano. Ocupou o cargo de presidente de seu país entre 16 de outubro de 1856 e 31 de agosto de 1859.